# 三宅太郎一
三宅 太郎一（みやけ たろいち、1847年4月17日〈弘化4年3月3日〉 - 没年不明）は、日本の政治家。広島県賀茂郡西志和村長。

## 人物
金銭貸付業を営む。豪農で、広島県大地主会員である。町村制が施行されると村民は一致して三宅を推薦し、遂に村長に選任された。村民の利福に貢献し、当時甚だ不整理混沌していた村政を改新する等その功績は見るべきものが多かった。1891年、学務委員に選ばれた。
私財を投じて各種の窮業を救恤し、公私の団体より褒賞、木杯を数回授与された。資性温厚篤実の令聞があり、平素常に下情に通じた。住所は広島県賀茂郡西志和村（のち志和町、現・東広島市）。